# Lesoto nos Jogos Olímpicos de Verão da Juventude de 2010
O Lesoto participou dos Jogos Olímpicos de Verão da Juventude de 2010 em Singapura. Sua delegação foi composta por quatro atletas que competiram em três esportes.

## Atletismo
| Evento          | Atleta         | Qualificação    | Qualificação | Final     | Final        |
| Evento          | Atleta         | Resultado       | Posição      | Resultado | Posição      |
| --------------- | -------------- | --------------- | ------------ | --------- | ------------ |
| 3000 m feminino | Mpho Moeti     | Desclassificada | --           | 10:45.40  | 6º (Final B) |
| 200 m masculino | Tsehla Monethi | 22.38           | 15º (5º q4)  | 22.14     | 1º (Final C) |

## Natação
| Evento                | Atleta        | Qualificação | Qualificação | Semifinais  | Semifinais   | Final       | Final       |
| Evento                | Atleta        | Resultado    | Posição      | Resultado   | Posição      | Resultado   | Posição     |
| --------------------- | ------------- | ------------ | ------------ | ----------- | ------------ | ----------- | ----------- |
| 50 m peito masculino  | Setho Nts'Eke | 35.56        | 16º (6º q2)  | 35.57       | 15º (7º sf1) | Não avançou | Não avançou |
| 100 m peito masculino | Setho Nts'Eke | 1:24.66      | 29º (8º q3)  | Não avançou | Não avançou  | Não avançou | Não avançou |

## Taekwondo
| Evento             | Atleta          | 1ª rodada    | Quartas-de-final            | Semifinais  | Final       | Pos. final |
| ------------------ | --------------- | ------------ | --------------------------- | ----------- | ----------- | ---------- |
| Até 44 kg feminino | Lineo Machobane | Sem oponente | RUS Anastasia Valueva D DSQ | Não avançou | Não avançou | 8º         |